# Campeonato Mundial de Patinação de Velocidade no Gelo Allround
O Campeonato Mundial de Patinação de Velocidade no Gelo Allround é um dos eventos anuais da patinação de velocidade no gelo organizada pela União Internacional de Patinação (em inglês:  International Skating Union), onde os principais patinadores de velocidade competem pelo título de campeões mundiais.
A primeira edição oficial foi realizada em 1893, e a primeira edição feminina oficial aconteceu em 1936. Até a edição de 1995, as competições masculinas e femininas eram realizadas em sedes diferentes, e a partir de 1996 passaram a ser disputadas na mesma sede.

## Edições

### Masculino
| Ano          | Sede                                                  | Medalhistas                                           | Medalhistas                                           | Medalhistas                                           |
| ------------ | ----------------------------------------------------- | ----------------------------------------------------- | ----------------------------------------------------- | ----------------------------------------------------- |
| Ano          | Sede                                                  | Ouro                                                  | Prata                                                 | Bronze                                                |
| 1889         | Amsterdã                                              | nenhum declarado                                      | nenhum declarado                                      | nenhum declarado                                      |
| 1890         | Amsterdã                                              | nenhum declarado                                      | nenhum declarado                                      | nenhum declarado                                      |
| 1891         | Amsterdã                                              | Joe Donoghue                                          | nenhum declarado                                      | nenhum declarado                                      |
| 1892         | Amsterdã                                              | Cancelado devido as condições do gelo                 | Cancelado devido as condições do gelo                 | Cancelado devido as condições do gelo                 |
| 1893         | Amsterdã                                              | Jaap Eden                                             | nenhum declarado                                      | nenhum declarado                                      |
| 1894         | Estocolmo                                             | nenhum declarado                                      | nenhum declarado                                      | nenhum declarado                                      |
| 1895         | Hamar                                                 | Jaap Eden                                             | nenhum declarado                                      | nenhum declarado                                      |
| 1896         | São Petersburgo                                       | Jaap Eden                                             | nenhum declarado                                      | nenhum declarado                                      |
| 1897         | Montreal                                              | Jack McCulloch                                        | nenhum declarado                                      | nenhum declarado                                      |
| 1898         | Davos                                                 | Peder Østlund                                         | nenhum declarado                                      | nenhum declarado                                      |
| 1899         | Berlim                                                | Peder Østlund                                         | nenhum declarado                                      | nenhum declarado                                      |
| 1900         | Kristiania                                            | Edvard Engelsaas                                      | nenhum declarado                                      | nenhum declarado                                      |
| 1901         | Estocolmo                                             | Franz Frederik Wathén                                 | nenhum declarado                                      | nenhum declarado                                      |
| 1902         | Helsinque                                             | nenhum declarado                                      | nenhum declarado                                      | nenhum declarado                                      |
| 1903         | São Petersburgo                                       | nenhum declarado                                      | nenhum declarado                                      | nenhum declarado                                      |
| 1904         | Kristiania                                            | Sigurd Mathisen                                       | nenhum declarado                                      | nenhum declarado                                      |
| 1905         | Groningen                                             | Coen de Koning                                        | nenhum declarado                                      | nenhum declarado                                      |
| 1906         | Helsinque                                             | nenhum declarado                                      | nenhum declarado                                      | nenhum declarado                                      |
| 1907         | Trondheim                                             | nenhum declarado                                      | nenhum declarado                                      | nenhum declarado                                      |
| 1908         | Davos                                                 | Oscar Mathisen                                        | Martin Sætherhaug                                     | Moje Öholm                                            |
| 1909         | Oslo                                                  | Oscar Mathisen                                        | Oluf Steen                                            | Otto Andersson                                        |
| 1910         | Helsinque                                             | Nikolay Strunnikov                                    | Oscar Mathisen                                        | Martin Sætherhaug                                     |
| 1911         | Trondheim                                             | Nikolay Strunnikov                                    | Martin Sætherhaug                                     | Henning Olsen                                         |
| 1912         | Kristiania                                            | Oscar Mathisen                                        | Gunnar Strömsten                                      | Trygve Lundgren                                       |
| 1913         | Helsinque                                             | Oscar Mathisen                                        | Vasily Ippolitov                                      | Nikita Naidenov                                       |
| 1914         | Kristiania                                            | Oscar Mathisen                                        | Vasily Ippolitov                                      | Wäinö Wickstrøm                                       |
| 1915         | Não foram disputados devido a Primeira Guerra Mundial | Não foram disputados devido a Primeira Guerra Mundial | Não foram disputados devido a Primeira Guerra Mundial | Não foram disputados devido a Primeira Guerra Mundial |
| 1916         | Não foram disputados devido a Primeira Guerra Mundial | Não foram disputados devido a Primeira Guerra Mundial | Não foram disputados devido a Primeira Guerra Mundial | Não foram disputados devido a Primeira Guerra Mundial |
| 1917         | Não foram disputados devido a Primeira Guerra Mundial | Não foram disputados devido a Primeira Guerra Mundial | Não foram disputados devido a Primeira Guerra Mundial | Não foram disputados devido a Primeira Guerra Mundial |
| 1918         | Não foram disputados devido a Primeira Guerra Mundial | Não foram disputados devido a Primeira Guerra Mundial | Não foram disputados devido a Primeira Guerra Mundial | Não foram disputados devido a Primeira Guerra Mundial |
| 1919         | Não foram disputados devido a Primeira Guerra Mundial | Não foram disputados devido a Primeira Guerra Mundial | Não foram disputados devido a Primeira Guerra Mundial | Não foram disputados devido a Primeira Guerra Mundial |
| 1920         | Não foram disputados devido a Primeira Guerra Mundial | Não foram disputados devido a Primeira Guerra Mundial | Não foram disputados devido a Primeira Guerra Mundial | Não foram disputados devido a Primeira Guerra Mundial |
| 1921         | Não foram disputados devido a Primeira Guerra Mundial | Não foram disputados devido a Primeira Guerra Mundial | Não foram disputados devido a Primeira Guerra Mundial | Não foram disputados devido a Primeira Guerra Mundial |
| 1922         | Kristiania                                            | Harald Strøm                                          | Roald Larsen                                          | Clas Thunberg                                         |
| 1923         | Estocolmo                                             | Clas Thunberg                                         | Harald Strøm                                          | Jakov Melnikov                                        |
| 1924         | Helsinque                                             | Roald Larsen                                          | Uuno Pietilä                                          | Julius Skutnabb                                       |
| 1925         | Oslo                                                  | Clas Thunberg                                         | Uuno Pietilä                                          | Roald Larsen                                          |
| 1926         | Trondheim                                             | Ivar Ballangrud                                       | Roald Larsen                                          | Bernt Evensen                                         |
| 1927         | Tampere                                               | Bernt Evensen                                         | Clas Thunberg                                         | Armand Carlsen                                        |
| 1928         | Davos                                                 | Clas Thunberg                                         | Ivar Ballangrud                                       | Bernt Evensen                                         |
| 1929         | Oslo                                                  | Clas Thunberg                                         | Ivar Ballangrud                                       | Michael Staksrud                                      |
| 1930         | Oslo                                                  | Michael Staksrud                                      | Ivar Ballangrud                                       | Dolf van der Scheer                                   |
| 1931         | Helsinque                                             | Clas Thunberg                                         | Bernt Evensen                                         | Ivar Ballangrud                                       |
| 1932         | Lake Placid                                           | Ivar Ballangrud                                       | Michael Staksrud                                      | Bernt Evensen                                         |
| 1933         | Trondheim                                             | Hans Engnestangen                                     | Michael Staksrud                                      | Ivar Ballangrud                                       |
| 1934         | Helsinque                                             | Bernt Evensen                                         | Birger Wasenius                                       | Ivar Ballangrud                                       |
| 1935         | Oslo                                                  | Michael Staksrud                                      | Ivar Ballangrud                                       | Hans Engnestangen                                     |
| 1936         | Davos                                                 | Ivar Ballangrud                                       | Birger Wasenius                                       | Eddie Schroeder                                       |
| 1937         | Oslo                                                  | Michael Staksrud                                      | Birger Wasenius                                       | Max Stiepl                                            |
| 1938         | Davos                                                 | Ivar Ballangrud                                       | Karl Wazulek                                          | Charles Mathiesen                                     |
| 1939         | Helsinque                                             | Birger Wasenius                                       | Alfons Berzinš                                        | Charles Mathiesen                                     |
| 1940         | Oslo                                                  | Alfons Berzinš                                        | Harry Haraldsen                                       | Charles Mathiesen                                     |
| 1941         | Não foram disputados devido a Segunda Guerra Mundial  | Não foram disputados devido a Segunda Guerra Mundial  | Não foram disputados devido a Segunda Guerra Mundial  | Não foram disputados devido a Segunda Guerra Mundial  |
| 1942         | Não foram disputados devido a Segunda Guerra Mundial  | Não foram disputados devido a Segunda Guerra Mundial  | Não foram disputados devido a Segunda Guerra Mundial  | Não foram disputados devido a Segunda Guerra Mundial  |
| 1943         | Não foram disputados devido a Segunda Guerra Mundial  | Não foram disputados devido a Segunda Guerra Mundial  | Não foram disputados devido a Segunda Guerra Mundial  | Não foram disputados devido a Segunda Guerra Mundial  |
| 1944         | Não foram disputados devido a Segunda Guerra Mundial  | Não foram disputados devido a Segunda Guerra Mundial  | Não foram disputados devido a Segunda Guerra Mundial  | Não foram disputados devido a Segunda Guerra Mundial  |
| 1945         | Não foram disputados devido a Segunda Guerra Mundial  | Não foram disputados devido a Segunda Guerra Mundial  | Não foram disputados devido a Segunda Guerra Mundial  | Não foram disputados devido a Segunda Guerra Mundial  |
| 1946         | Oslo                                                  | Odd Lundberg                                          | Göthe Hedlund                                         | Charles Mathiesen                                     |
| 1947         | Oslo                                                  | Lassi Parkkinen                                       | Sverre Farstad                                        | Åke Seyffarth                                         |
| 1948         | Helsinque                                             | Odd Lundberg                                          | Johnny Werket                                         | Henry Wahl                                            |
| 1949         | Oslo                                                  | Kornél Pajor                                          | Kees Broekman                                         | Odd Lundberg                                          |
| 1950         | Eskilstuna                                            | Hjalmar Andersen                                      | Odd Lundberg                                          | Johnny Werket                                         |
| 1951         | Davos                                                 | Hjalmar Andersen                                      | Johnny Cronshey                                       | Kornél Pajor                                          |
| 1952         | Hamar                                                 | Hjalmar Andersen                                      | Lassi Parkkinen                                       | Ivar Martinsen                                        |
| 1953         | Helsinque                                             | Oleg Goncharenko                                      | Boris Shilkov                                         | Wim van der Voort                                     |
| 1954         | Saporo                                                | Boris Shilkov                                         | Oleg Goncharenko                                      | Yevgeny Grishin                                       |
| 1955         | Moscou                                                | Sigvard Ericsson                                      | Oleg Goncharenko                                      | Boris Shilkov                                         |
| 1956         | Oslo                                                  | Oleg Goncharenko                                      | Robert Merkulov                                       | Yevgeny Grishin                                       |
| 1957         | Östersund                                             | Knut Johannesen                                       | Boris Shilkov                                         | Boris Zybin                                           |
| 1958         | Helsinque                                             | Oleg Goncharenko                                      | Vladimir Shilykovsky                                  | Roald Aas                                             |
| 1959         | Oslo                                                  | Juhani Järvinen                                       | Toivo Salonen                                         | Robert Merkulov                                       |
| 1960         | Davos                                                 | Boris Stenin                                          | André Kouprianoff                                     | Helmut Kuhnert                                        |
| 1961         | Gotemburgo                                            | Henk van der Grift                                    | Viktor Kosichkin                                      | Rudie Liebrechts                                      |
| 1962         | Moscou                                                | Viktor Kosichkin                                      | Henk van der Grift                                    | Ivar Nilsson                                          |
| 1963         | Karuizawa                                             | Jonny Nilsson                                         | Knut Johannesen                                       | Nils Aaness                                           |
| 1964         | Helsinque                                             | Knut Johannesen                                       | Viktor Kosichkin                                      | Rudie Liebrechts                                      |
| 1965         | Oslo                                                  | Per Ivar Moe                                          | Jouko Launonen                                        | Ard Schenk                                            |
| 1966         | Gotemburgo                                            | Kees Verkerk                                          | Ard Schenk                                            | Jonny Nilsson                                         |
| 1967         | Oslo                                                  | Kees Verkerk                                          | Ard Schenk                                            | JFred Anton Maier                                     |
| 1968         | Gotemburgo                                            | Fred Anton Maier                                      | Magne Thomassen                                       | Ard Schenk                                            |
| 1969         | Deventer                                              | Dag Fornæss                                           | Göran Claeson                                         | Kees Verkerk                                          |
| 1970         | Oslo                                                  | Ard Schenk                                            | Magne Thomassen                                       | Kees Verkerk                                          |
| 1971         | Gotemburgo                                            | Ard Schenk                                            | Göran Claeson                                         | Kees Verkerk                                          |
| 1972         | Oslo                                                  | Ard Schenk                                            | Roar Grønvold                                         | Jan Bols                                              |
| 1973         | Deventer                                              | Göran Claeson                                         | Sten Stensen                                          | Piet Kleine                                           |
| 1974         | Inzell                                                | Sten Stensen                                          | Harm Kuipers                                          | Göran Claeson                                         |
| 1975         | Oslo                                                  | Harm Kuipers                                          | Vladimir Ivanov                                       | Yury Kondakov                                         |
| 1976         | Heerenveen                                            | Piet Kleine                                           | Sten Stensen                                          | Hans van Helden                                       |
| 1977         | Heerenveen                                            | Eric Heiden                                           | Jan Egil Storholt                                     | Sten Stensen                                          |
| 1978         | Gotemburgo                                            | Eric Heiden                                           | Jan Egil Storholt                                     | Sergey Marchuk                                        |
| 1979         | Oslo                                                  | Eric Heiden                                           | Jan Egil Storholt                                     | Kay Arne Stenshjemmet                                 |
| 1980         | Heerenveen                                            | Hilbert van der Duim                                  | Eric Heiden                                           | Tom Erik Oxholm                                       |
| 1981         | Oslo                                                  | Amund Sjøbrend                                        | Kay Arne Stenshjemmet                                 | Jan Egil Storholt                                     |
| 1982         | Assen                                                 | Hilbert van der Duim                                  | Dmitry Bochkaryov                                     | Rolf Falk-Larssen                                     |
| 1983         | Oslo                                                  | Rolf Falk-Larssen                                     | Tomas Gustafson                                       | Aleksandr Baranov                                     |
| 1984         | Gotemburgo                                            | Oleg Bozhev                                           | Andreas Ehrig                                         | Hilbert van der Duim                                  |
| 1985         | Hamar                                                 | Hein Vergeer                                          | Oleg Bozhev                                           | Hilbert van der Duim                                  |
| 1986         | Inzell                                                | Hein Vergeer                                          | Oleg Bozhev                                           | Viktor Shasherin                                      |
| 1987         | Heerenveen                                            | Nikolay Gulyayev                                      | Oleg Bozhev                                           | Michael Hadschieff                                    |
| 1988         | Alma-Ata                                              | Eric Flaim                                            | Leo Visser                                            | Dave Silk                                             |
| 1989         | Oslo                                                  | Leo Visser                                            | Gerard Kemkers                                        | Geir Karlstad                                         |
| 1990         | Innsbruck                                             | Johann Olav Koss                                      | Ben van der Burg                                      | Bart Veldkamp                                         |
| 1991         | Heerenveen                                            | Johann Olav Koss                                      | Roberto Sighel                                        | Bart Veldkamp                                         |
| 1992         | Calgary                                               | Roberto Sighel                                        | Falko Zandstra                                        | Johann Olav Koss                                      |
| 1993         | Hamar                                                 | Falko Zandstra                                        | Johann Olav Koss                                      | Rintje Ritsma                                         |
| 1994         | Gotemburgo                                            | Johann Olav Koss                                      | Ids Postma                                            | Rintje Ritsma                                         |
| 1995         | Baselga di Pinè                                       | Rintje Ritsma                                         | Keiji Shirahata                                       | Roberto Sighel                                        |
| 1996         | Inzell                                                | Rintje Ritsma                                         | Ids Postma                                            | Keiji Shirahata                                       |
| 1997         | Nagano                                                | Ids Postma                                            | Keiji Shirahata                                       | Frank Dittrich                                        |
| 1998         | Heerenveen                                            | Ids Postma                                            | Rintje Ritsma                                         | Roberto Sighel                                        |
| 1999         | Hamar                                                 | Rintje Ritsma                                         | Vadim Sayutin                                         | Eskil Ervik                                           |
| 2000         | Milwaukee                                             | Gianni Romme                                          | Ids Postma                                            | Rintje Ritsma                                         |
| 2001         | Budapeste                                             | Rintje Ritsma                                         | Ids Postma                                            | Bart Veldkamp                                         |
| 2002         | Heerenveen                                            | Jochem Uytdehaage                                     | Dmitry Shepel                                         | Derek Parra                                           |
| 2003         | Gotemburgo                                            | Gianni Romme                                          | Rintje Ritsma                                         | Ids Postma                                            |
| 2004         | Hamar                                                 | Chad Hedrick                                          | Shani Davis                                           | Carl Verheijen                                        |
| 2005         | Moscou                                                | Shani Davis                                           | Chad Hedrick                                          | Sven Kramer                                           |
| 2006         | Calgary                                               | Shani Davis                                           | Enrico Fabris                                         | Sven Kramer                                           |
| 2007         | Heerenveen                                            | Sven Kramer                                           | Enrico Fabris                                         | Carl Verheijen                                        |
| 2008         | Berlim                                                | Sven Kramer                                           | Håvard Bøkko                                          | Shani Davis                                           |
| 2009         | Hamar                                                 | Sven Kramer                                           | Håvard Bøkko                                          | Enrico Fabris                                         |
| 2010         | Heerenveen                                            | Sven Kramer                                           | Jonathan Kuck                                         | Håvard Bøkko                                          |
| 2011         | Calgary                                               | Ivan Skobrev                                          | Håvard Bøkko                                          | Jan Blokhuijsen                                       |
| 2012         | Moscou                                                | Sven Kramer                                           | Jan Blokhuijsen                                       | Koen Verweij                                          |
| 2013         | Hamar                                                 |                                                       |                                                       |                                                       |
| 2014         | Heerenveen                                            |                                                       |                                                       |                                                       |
| Referências: |                                                       |                                                       |                                                       |                                                       |

     Edições não oficiais.

### Feminino
| Ano          | Sede                                                 | Medalhistas                                          | Medalhistas                                          | Medalhistas                                          |
| ------------ | ---------------------------------------------------- | ---------------------------------------------------- | ---------------------------------------------------- | ---------------------------------------------------- |
| Ano          | Sede                                                 | Ouro                                                 | Prata                                                | Bronze                                               |
| 1933         | Oslo                                                 | Liselotte Landbeck                                   | Synnøve Lie                                          | Helen Bina                                           |
| 1934         | Oslo                                                 | Undis Blikken                                        | Verné Lesche                                         | Synnøve Lie                                          |
| 1935         | Oslo                                                 | Laila Schou Nilsen                                   | Synnøve Lie                                          | Kit Klein                                            |
| 1936         | Estocolmo                                            | Kit Klein                                            | Verné Lesche                                         | Synnøve Lie                                          |
| 1937         | Davos                                                | Laila Schou Nilsen                                   | Synnøve Lie                                          | Verné Lesche                                         |
| 1938         | Oslo                                                 | Laila Schou Nilsen                                   | Verné Lesche                                         | Synnøve Lie                                          |
| 1939         | Tampere                                              | Verné Lesche                                         | Liisa Salmi                                          | Laura Tamminen                                       |
| 1940         | Não foram disputados devido a Segunda Guerra Mundial | Não foram disputados devido a Segunda Guerra Mundial | Não foram disputados devido a Segunda Guerra Mundial | Não foram disputados devido a Segunda Guerra Mundial |
| 1941         | Não foram disputados devido a Segunda Guerra Mundial | Não foram disputados devido a Segunda Guerra Mundial | Não foram disputados devido a Segunda Guerra Mundial | Não foram disputados devido a Segunda Guerra Mundial |
| 1942         | Não foram disputados devido a Segunda Guerra Mundial | Não foram disputados devido a Segunda Guerra Mundial | Não foram disputados devido a Segunda Guerra Mundial | Não foram disputados devido a Segunda Guerra Mundial |
| 1943         | Não foram disputados devido a Segunda Guerra Mundial | Não foram disputados devido a Segunda Guerra Mundial | Não foram disputados devido a Segunda Guerra Mundial | Não foram disputados devido a Segunda Guerra Mundial |
| 1944         | Não foram disputados devido a Segunda Guerra Mundial | Não foram disputados devido a Segunda Guerra Mundial | Não foram disputados devido a Segunda Guerra Mundial | Não foram disputados devido a Segunda Guerra Mundial |
| 1945         | Não foram disputados devido a Segunda Guerra Mundial | Não foram disputados devido a Segunda Guerra Mundial | Não foram disputados devido a Segunda Guerra Mundial | Não foram disputados devido a Segunda Guerra Mundial |
| 1946         | Não foram disputados devido a Segunda Guerra Mundial | Não foram disputados devido a Segunda Guerra Mundial | Não foram disputados devido a Segunda Guerra Mundial | Não foram disputados devido a Segunda Guerra Mundial |
| 1947         | Drammen                                              | Verné Lesche                                         | Else Marie Christiansen                              | Maggi Kvestad                                        |
| 1948         | Turku                                                | Maria Isakova                                        | Lidia Selikhova                                      | Zoya Kholshevnikova                                  |
| 1949         | Kongsberg                                            | Maria Isakova                                        | Zoya Kholshevnikova                                  | Rimma Zhukova                                        |
| 1950         | Moscou                                               | Maria Isakova                                        | Zinaida Krotova                                      | Rimma Zhukova                                        |
| 1951         | Eskilstuna                                           | Eevi Huttunen                                        | Randi Thorvaldsen                                    | Ragnhild Mikkelsen                                   |
| 1952         | Kokkola                                              | Lidia Selikhova                                      | Maria Anikanova                                      | Randi Thorvaldsen                                    |
| 1953         | Lillehammer                                          | Khalida Shchegoleyeva                                | Rimma Zhukova                                        | Lidia Selikhova                                      |
| 1954         | Östersund                                            | Lidia Selikhova                                      | Rimma Zhukova                                        | Sofya Kondakova                                      |
| 1955         | Kuopio                                               | Rimma Zhukova                                        | Tamara Rylova                                        | Sofya Kondakova                                      |
| 1956         | Kvarnsveden                                          | Sofya Kondakova                                      | Rimma Zhukova                                        | Tamara Rylova                                        |
| 1957         | Imatra                                               | Inga Artamonova                                      | Tamara Rylova                                        | Lidia Selikhova                                      |
| 1958         | Kristinehamn                                         | Inga Artamonova                                      | Tamara Rylova                                        | Sofya Kondakova                                      |
| 1959         | Sverdlovsk                                           | Tamara Rylova                                        | Valentina Stenina                                    | Lidia Skoblikova                                     |
| 1960         | Östersund                                            | Valentina Stenina                                    | Tamara Rylova                                        | Lidia Skoblikova                                     |
| 1961         | Tønsberg                                             | Valentina Stenina                                    | Albina Tuzova                                        | Lidia Skoblikova                                     |
| 1962         | Imatra                                               | Inga Voronina-Artamonova                             | Lidia Skoblikova                                     | Albina Tuzova                                        |
| 1963         | Karuizawa                                            | Lidia Skoblikova                                     | Inga Voronina-Artamonova                             | Valentina Stenina                                    |
| 1964         | Kristinehamn                                         | Lidia Skoblikova                                     | Inga Voronina-Artamonova                             | Tamara Rylova                                        |
| 1965         | Oulu                                                 | Inga Voronina-Artamonova                             | Valentina Stenina                                    | Stien Kaiser                                         |
| 1966         | Trondheim                                            | Valentina Stenina                                    | Kim Song-Sun                                         | Stien Kaiser                                         |
| 1967         | Deventer                                             | Stien Kaiser                                         | Lāsma Kauniste                                       | Dianne Holum                                         |
| 1968         | Helsinque                                            | Stien Kaiser                                         | Ans Schut                                            | Carry Geijssen                                       |
| 1969         | Grenoble                                             | Lāsma Kauniste                                       | Stien Kaiser                                         | Ans Schut                                            |
| 1970         | West Allis                                           | Atje Keulen-Deelstra                                 | Stien Kaiser                                         | Sigrid Sundby                                        |
| 1971         | Helsinque                                            | Nina Statkevich                                      | Stien Kaiser                                         | Lyudmila Titova                                      |
| 1972         | Heerenveen                                           | Atje Keulen-Deelstra                                 | Stien Baas-Kaiser                                    | Dianne Holum                                         |
| 1973         | Strömsund                                            | Atje Keulen-Deelstra                                 | Tatyana Shelekova-Rastopshina                        | Trijnie Rep                                          |
| 1974         | Heerenveen                                           | Atje Keulen-Deelstra                                 | Tatyana Averina                                      | Nina Statkevich                                      |
| 1975         | Assen                                                | Karin Kessow                                         | Tatyana Averina                                      | Sheila Young                                         |
| 1976         | Gjøvik                                               | Sylvia Burka                                         | Tatyana Averina                                      | Sheila Young                                         |
| 1977         | Keystone                                             | Vera Bryndzei                                        | Galina Stepanskaya                                   | Galina Nikitina                                      |
| 1978         | Helsinque                                            | Tatyana Averina                                      | Galina Stepanskaya                                   | Marion Dittmann                                      |
| 1979         | Haia                                                 | Beth Heiden                                          | Natalya Petrusyova                                   | Sylvia Burka                                         |
| 1980         | Hamar                                                | Natalya Petrusyova                                   | Beth Heiden                                          | Bjørg Eva Jensen                                     |
| 1981         | Sainte-Foy                                           | Natalya Petrusyova                                   | Karin Enke                                           | Sarah Docter                                         |
| 1982         | Inzell                                               | Karin Busch                                          | Andrea Schöne                                        | Natalya Petrusyova                                   |
| 1983         | Karl-Marx-Stadt                                      | Andrea Schöne                                        | Karin Enke                                           | Valentina Lalenkova-Golovenkina                      |
| 1984         | Deventer                                             | Karin Enke                                           | Andrea Schöne                                        | Gabi Schönbrunn                                      |
| 1985         | Sarajevo                                             | Andrea Schöne                                        | Gabi Schönbrunn                                      | Sabine Brehm                                         |
| 1986         | Haia                                                 | Karin Kania                                          | Andrea Schöne                                        | Sabine Brehm                                         |
| 1987         | West Allis                                           | Karin Kania                                          | Andrea Schöne                                        | Yvonne van Gennip                                    |
| 1988         | Skien                                                | Karin Kania                                          | Yvonne van Gennip                                    | Erwina Ryś-Ferens                                    |
| 1989         | Lake Placid                                          | Constanze Moser-Scandolo                             | Gunda Kleemann                                       | Yvonne van Gennip                                    |
| 1990         | Calgary                                              | Jacqueline Börner                                    | Seiko Hashimoto                                      | Constanze Moser-Scandolo                             |
| 1991         | Hamar                                                | Gunda Kleemann                                       | Heike Warnicke-Schalling                             | Lia van Schie                                        |
| 1992         | Heerenveen                                           | Gunda Niemann                                        | Emese Hunyady                                        | Seiko Hashimoto                                      |
| 1993         | Berlim                                               | Gunda Niemann                                        | Emese Hunyady                                        | Heike Warnicke-Schalling                             |
| 1994         | Butte                                                | Emese Hunyady                                        | Ulrike Adeberg                                       | Mihaela Dascalu                                      |
| 1995         | Savalen                                              | Gunda Niemann                                        | Lyudmila Prokasheva                                  | Annamarie Thomas                                     |
| 1996         | Inzell                                               | Gunda Niemann                                        | Claudia Pechstein                                    | Mie Uehara                                           |
| 1997         | Nagano                                               | Gunda Niemann                                        | Claudia Pechstein                                    | Tonny de Jong                                        |
| 1998         | Heerenveen                                           | Gunda Niemann-Stirnemann                             | Claudia Pechstein                                    | Anni Friesinger                                      |
| 1999         | Hamar                                                | Gunda Niemann-Stirnemann                             | Claudia Pechstein                                    | Tonny de Jong                                        |
| 2000         | Milwaukee                                            | Claudia Pechstein                                    | Gunda Niemann-Stirnemann                             | Maki Tabata                                          |
| 2001         | Budapeste                                            | Anni Friesinger                                      | Claudia Pechstein                                    | Renate Groenewold                                    |
| 2002         | Heerenveen                                           | Anni Friesinger                                      | Cindy Klassen                                        | Claudia Pechstein                                    |
| 2003         | Gotemburgo                                           | Cindy Klassen                                        | Claudia Pechstein                                    | Daniela Anschütz                                     |
| 2004         | Hamar                                                | Renate Groenewold                                    | Claudia Pechstein                                    | Wieteke Cramer                                       |
| 2005         | Moscou                                               | Anni Friesinger                                      | Cindy Klassen                                        | Claudia Pechstein                                    |
| 2006         | Calgary                                              | Cindy Klassen                                        | Claudia Pechstein                                    | Kristina Groves                                      |
| 2007         | Heerenveen                                           | Ireen Wüst                                           | Anni Friesinger                                      | Cindy Klassen                                        |
| 2008         | Berlim                                               | Paulien van Deutekom                                 | Ireen Wüst                                           | Kristina Groves                                      |
| 2009         | Hamar                                                | Martina Sáblíková                                    | Kristina Groves                                      | Ireen Wüst                                           |
| 2010         | Heerenveen                                           | Martina Sáblíková                                    | Kristina Groves                                      | Ireen Wüst                                           |
| 2011         | Calgary                                              | Ireen Wüst                                           | Christine Nesbitt                                    | Martina Sáblíková                                    |
| 2012         | Moscou                                               | Ireen Wüst                                           | Martina Sáblíková                                    | Christine Nesbitt                                    |
| 2013         | Hamar                                                |                                                      |                                                      |                                                      |
| 2014         | Heerenveen                                           |                                                      |                                                      |                                                      |
| Referências: |                                                      |                                                      |                                                      |                                                      |

     Edições não oficiais.